# Ivan Provedel
Ivan Provedel (geboren am 17. März 1994 in Pordenone) ist ein italienischer Fußballspieler, der als Torwart für den Serie-A-Club Lazio Rom spielt.

## Karriere

### Vereine
Provedel wechselte 2012 von Udinese zu Chievo Verona. In der Saison 2013–14 spielte er auf Leihbasis für Pisa in der Lega Pro Prima Divisione. In der folgenden Saison spielte er auf Leihbasis für Perugia in der Serie B. Sein Serie-B-Debüt gab er am 29. August 2014 gegen Bologna in einem Heimspiel, das mit 2:1 gewonnen wurde.
Im Sommer 2017 wechselte Provedel für 1,2 Millionen Euro zu Empoli.
Am 22. Januar 2020 wurde Provedel an Juve Stabia ausgeliehen. Am 7. Februar 2020 erzielte er einen späten Ausgleichstreffer bei einem 2:2-Unentschieden gegen Ascoli.
Am 5. Oktober 2020 unterzeichnete Provedel einen Zweijahresvertrag bei Spezia.
Am 8. August 2022 wechselte Provedel zu Lazio Rom, wo er mit Luís Maximiano um den Stammplatz konkurrieren sollte. Beim Ligaauftaktsieg (2:1 gegen den FC Bologna) wurde Provedel in der sechsten Minute für Maximiano eingewechselt, da dieser mit Rot vom Platz geschickt wurde. Seitdem ist Provedel Stammkeeper. Am 19. September 2023 erzielte er einen Kopfballtreffer für Lazio im ersten Gruppenspiel der UEFA Champions League 2023–24, um ein 1:1-Unentschieden gegen Atletico Madrid zu erreichen. Dies war das zweite Tor seiner Karriere und das zweite aus dem Spiel erzielte Tor eines Torwarts in der UEFA Champions League, nach Sinan Bolats Treffer für Standard Lüttich im Jahr 2009 gegen AZ Alkmaar.

### International
Am 17. September 2022 erhielt Provedel seine erste Einberufung in die italienische Nationalmannschaft, als Trainer Roberto Mancini ihn für die Spiele der UEFA Nations League gegen England und Ungarn nominierte.

## Erfolge und Auszeichnungen
FC Empoli
- Zweitligameister und Aufstieg in die Serie A: 2017/18

Persönliche Auszeichnungen
- Bester Torhüter der Serie A: 2022/23

## Persönliches
Als jüngstes von sechs Geschwistern wurde Provedel in Pordenone geboren. Seine Eltern sind italienischer und russischer Herkunft. Sein Vater Venanzio, ein Unternehmer im Möbelsektor, verstarb im Jahr 2016.